# Гимназија „Бора Станковић” Врање
Гимназија „Бора Станковић” је једина гимназија у Врању и једна од најстаријих гимназија у Србији.

## Историја
Гимназија је основана актом министарства кнежевине Србије 8. августа 1881. године, три године након што је Врање ослобођено од Турака. Циљ је био да Врање добије осморазредну гимназију, али није одмах био остварен. У почетку гимназија је имала два разреда и била је смештена у згради Харемлука (данас градски музеј). Касније је проширена на четири разреда, да би школске 1892/93 отворен пети и 1893/94. шести разред. Први директор гимназије је био Ђорђе Ничић који је у Врању дошао из Неготина. Гимназија се првобитно звала „Немањина гимназија,“ али су је сви ђаци звали „Врањска гимназија.“ Граница гимназијске области сезала је до Гњилана, Куманова, Скопља, а међу ученицима је било и ученика из Црне Горе, Босне и Аустроугарске.
При преласку у двадесети век школа је имала јаку кадровску структуру, јер су многи учени људи из Србије као казну добијали да служе у Врању. Неки од њих су били: Јаша Продановић, Радоје Домановић, Миливоје Симић, Љуба Давидовић, Илија Вукићевић, Светислав Симић, Вучко Јоксимовић и др. Најпознатији ђаци који су похађали гимназију су Бора Станковић, Ђорђе Тасић, Јован Хаџи-Васиљевић, Коста Тодоровић, Миодраг Ибровац и др. У овом периоду врањски гимназијалци су обавезно били укључени у прославама Дана ослобођења Врања од Турака (обичај који је остао и дан данас) и у свечаностима поводом бербе винограда, када нису имали наставу, а као школска слава изабрана је Сретење (укинута за време комунизма, али данас обновљена).
После бугарске окупације за време Првог светског рата гимназија није радила. Школске 1921/1922. године гимназија добија и свој осми разред, чиме је завршен првобитни план. Услед недостатка кадра, после Првог светског рата, у гимназији се запошљавају руски емигранти, који су бежећи од Октобарске револуције дошли у Краљевину СХС. На Видовдан 28. јуна 1931. године освештен је темељ садашње зграде гимназије. Зидање зграде трајало је две године, а усељење у њу трајало је од 25. новембра до 10. децембра 1933. године. Средином јуна 1933. године на другом спрату гимназијске зграде урађено је седам рељефа југословенских великана: Вука Караџића, Боре Станковића, Ивана Гундулића, Светог Саве, Ивана Мажуранића, Францета Прешерна и Петра Петровића Његоша.
На дан пуча 27. марта 1941. године тадашњи директор Мостарац Бруно Маричић у школској сали одржао је патриотски говор, а затим је са ђацима изашао на улице града да протестује. Када је Врање опет било окупирано у Другом светском рату, Врањска гимназија је била једина гимназија у Србији која је престала са радом. Она је под бугарском окупацијом претворена у полицијски казамат, а рељефи су потпуно уништени како би се симболично учинио још један покушај поништавања идентитета људи на овом простору.
Гимназија није радила током рата јер ђаци нису желели да слушају наставу на бугарском.
Њен рад је обновљен 19. марта 1945. године. Гимназија је прве четири године после рата имала исту структуру и звала се „Виша мешовита гимназија“. До прве промене дошло је крајем школске 1948/49. године када је Одлуком Министарства просвете НР Србије подељена 27. јуна 1949. године на потпуну мушку и потпуну женску гимназију.
Само две школске године радила је овако формирана, када је извршено спајање у једну - Државну потпуну мешовиту гимназију, која је као таква почела са радом школске 1951/52. године. „Виша мешовита гимназија“ у Врању 1958. године мења назив у „Гимназија“, а пети, шести, седми и осми разред су преименовани у први, други, трећи и четврти разред. Године 1959. Гимназија добија нови назив Гимназија „Бора Станковић“ који је задржала све до 18. фебруара 1980. године, када је извршена пререгистрација у Образовни центар „Бора Станковић“ на основу Програма образовно-васпитног рада заједничке основе средњег усмереног образовања, када је гимназија угашена. Законом о средњем образовању и васпитању отвара се 1990. године поново као Гимназија „Бора Станковић“.
Радови на реконструкцији школе су почели крајем 2011. године, поводом 130. година од њеног оснивања. Ученици првог и трећег разреда су били премештени у Пољопривредну школу у Врању, док су ученици другог и трећег разреда били премештени у школу Бранко Радичевић такође у Врању. Због тога што је рок за завршетак радова одлаган неколико пута, ученици су 24. октобра 2012. године колективно напустили часове и прошетали се градом да би се окупили испред незавршене школе где су протестовали због одлагања радова. Ученици су се неколико пута обраћали директору негодујући због ситуације.
После завршетка реконструкције, која је трајала скоро две године, гимназија је опет званично отворена 23. марта 2013. године. На отварању су се присутнима, у свечаној сали, обратили директор гимназије Драган Илић, градоначелник Врања Зоран Антић и министар просвете Жарко Обрадовић. Реконструкција је коштала око 100 милиона динара, од којих је Министарство регионалног развоја републике Србије издвојило 75 милиона динара, а локална самоуправа 25 милиона.
У јануару 2022. објављена је капитална књига у којој се хронолошки од оснивања до 2000. године представљају биографије успешних појединаца који су завршили ову гимназију.